# Ошеть (Марий Эл)
Ошеть (мар. Ошет) — деревня в Сернурском районе Республики Марий Эл. Входит в состав Зашижемского сельского поселения.

## География
Находится в восточной части республики Марий Эл на расстоянии приблизительно 16 км по прямой на восток-северо-восток от районного центра посёлка Сернур.

## История
Деревня основана в начале XIX века переселенцем из деревни Ошеть. В 1884—1885 годах в деревне Ошетская насчитывалось 38 дворов, проживали 318 человек, русские. К 1925 году в деревне проживали 502 человека, русские, в 1927 году — 436 человек в 87 дворах. В 1960-е годы жители начали уезжать. В 1975 году в 42 хозяйствах проживал 131 человек, в 1988 году в 10 хозяйствах насчитывалось 18 человек, в 2005 году оставалось 4 жилых дома. В советское время работали колхозы «Воля», «15 лет Октября», имени К. Маркса, имени Сталина, совхозы «Кугушенский» и «Россия».

## Население
Население составляло 8 человек (русские 87 %) в 2002 году, 8 в 2010.

## Известные уроженцы
Воронцов, Павел Степанович (1920—2015) — советский партийный и административный деятель. Помощник Председателя Президиума Верховного Совета Марийской АССР (1950—1952), председатель Килемарского (1952—1957), Ронгинского (1958—1959), Советского (1962—1965), Оршанского (1965—1966) районных исполкомов Марийской АССР, первый секретарь Советского райкома КПСС МарАССР (1959—1962). Почётный гражданин Советского района Республики Марий Эл (2000). Участник Великой Отечественной войны. Член ВКП(б) с 1943 года.